# 阿瑟·萨利
阿瑟·林赛·萨利（英語：Arthur Lindsay Sulley，1906年11月8日—1994年11月7日），英国前男子赛艇运动员。他曾代表英国参加1928年夏季奥林匹克运动会赛艇比赛，获得男子八人单桨有舵手银牌。